# Gal Rasche
Gal Raschéová (* 13. března 1960), vlastním jménem Galina Kroutikova (rusky Галина Крутикова), je rusko-rakouská dirigentka a pianistka.
Studovala u Anatolije Ivanova na Konzervatoři Rimského-Korsakova v Sankt-Petěrburgu. Vyučovala na různých hudebních školách a institutech v Rusku a aktivity vyvíjela i v oblasti dirigování. Vyučovala na Praynerově konzervatoři ve Vídni jako profesorka klavíru a byla hostující profesorkou Vídeňské konzervatoře. Dirigovala také dva koncerty Viennarmonica orchestru (díla W.A. Mozarta, F. Schuberta a P. I. Čajkovského) ve vídeňské Koncertní síni (Konzerthaus) a dirigovala ve Zlaté síni Musikverein. Dále byla hostující dirigentkou v různých dalších zemích.
Jedná se o autorku námětu na televizní vysílání Dětského alba Petra Iljiče Čajkovského, na volné noze pracuje pro rakouský rozhlas a publikovala několik článků v časopisech. V roce 1999 získala první ocenění v soutěži na mezinárodním festivalu „Interfer 99“ v Jugoslávii.